# 迪拜国际机场旅客捷运系统
 迪拜国际机场旅客捷运系统是位于迪拜国际机场内的无人驾驶的旅客捷运系统。 它在3号航站楼和A和B航站楼（通常称为3号航站楼APM ） 以及在1号航站楼与D航站楼之间的两个“网段”中运行，称为1号航站楼APM。

## 第3航站楼APM
第一部分在3号航站楼和空中客车A380专用大厅A之间运行。该部分将离港旅客运送到他们的A380登机口，并将到达的旅客运送到3号航站楼的护照和入境处。 这些部门使用三菱Crystal Mover系统，自2013年1月开始营业。 

## 第1航站楼APM
系统的第二部分从1号航站楼到D大厅。这些部分将使用庞巴迪Innovia APM 300。 